# إم في ديربيشاير
إم في ديربيشاير (بالإنجليزية: MV Derbyshire) هي كانت ناقلة بريطانية  تم بنائها في عام 1976، فقدت السفينة في يوم 9 سبتمبر 1980 نتيحة لإعصار قوي جنوب اليابان، غرق جميع طاقم السفينة البالغ عددهم 42 بالإضافة لاثنتان من زوجاتهم.